# 1428
Portal Geschichte | Portal Biografien | Aktuelle Ereignisse | Jahreskalender | Tagesartikel

◄ |
14. Jahrhundert |
15. Jahrhundert
| 16. Jahrhundert | ►

◄ |
1390er |
1400er |
1410er |
1420er
| 1430er | 1440er | 1450er | ►

◄◄ |
◄ |
1424 |
1425 |
1426 |
1427 |
1428
| 1429 | 1430 | 1431 | 1432 | ► | ►►
Staatsoberhäupter  · Nekrolog   · Musikjahr
| Januar | Januar | Januar | Januar | Januar | Januar | Januar | Januar |
| Kw     | Mo     | Di     | Mi     | Do     | Fr     | Sa     | So     |
| ------ | ------ | ------ | ------ | ------ | ------ | ------ | ------ |
| 1      |        |        |        | 1      | 2      | 3      | 4      |
| 2      | 5      | 6      | 7      | 8      | 9      | 10     | 11     |
| 3      | 12     | 13     | 14     | 15     | 16     | 17     | 18     |
| 4      | 19     | 20     | 21     | 22     | 23     | 24     | 25     |
| 5      | 26     | 27     | 28     | 29     | 30     | 31     |        |

| Februar | Februar | Februar | Februar | Februar | Februar | Februar | Februar |
| Kw      | Mo      | Di      | Mi      | Do      | Fr      | Sa      | So      |
| ------- | ------- | ------- | ------- | ------- | ------- | ------- | ------- |
| 5       |         |         |         |         |         |         | 1       |
| 6       | 2       | 3       | 4       | 5       | 6       | 7       | 8       |
| 7       | 9       | 10      | 11      | 12      | 13      | 14      | 15      |
| 8       | 16      | 17      | 18      | 19      | 20      | 21      | 22      |
| 9       | 23      | 24      | 25      | 26      | 27      | 28      | 29      |

| März | März | März | März | März | März | März | März |
| Kw   | Mo   | Di   | Mi   | Do   | Fr   | Sa   | So   |
| ---- | ---- | ---- | ---- | ---- | ---- | ---- | ---- |
| 10   | 1    | 2    | 3    | 4    | 5    | 6    | 7    |
| 11   | 8    | 9    | 10   | 11   | 12   | 13   | 14   |
| 12   | 15   | 16   | 17   | 18   | 19   | 20   | 21   |
| 13   | 22   | 23   | 24   | 25   | 26   | 27   | 28   |
| 14   | 29   | 30   | 31   |      |      |      |      |

| April | April | April | April | April | April | April | April |
| Kw    | Mo    | Di    | Mi    | Do    | Fr    | Sa    | So    |
| ----- | ----- | ----- | ----- | ----- | ----- | ----- | ----- |
| 14    |       |       |       | 1     | 2     | 3     | 4     |
| 15    | 5     | 6     | 7     | 8     | 9     | 10    | 11    |
| 16    | 12    | 13    | 14    | 15    | 16    | 17    | 18    |
| 17    | 19    | 20    | 21    | 22    | 23    | 24    | 25    |
| 18    | 26    | 27    | 28    | 29    | 30    |       |       |

| Mai | Mai | Mai | Mai | Mai | Mai | Mai | Mai |
| Kw  | Mo  | Di  | Mi  | Do  | Fr  | Sa  | So  |
| --- | --- | --- | --- | --- | --- | --- | --- |
| 18  |     |     |     |     |     | 1   | 2   |
| 19  | 3   | 4   | 5   | 6   | 7   | 8   | 9   |
| 20  | 10  | 11  | 12  | 13  | 14  | 15  | 16  |
| 21  | 17  | 18  | 19  | 20  | 21  | 22  | 23  |
| 22  | 24  | 25  | 26  | 27  | 28  | 29  | 30  |
| 23  | 31  |     |     |     |     |     |     |

| Juni | Juni | Juni | Juni | Juni | Juni | Juni | Juni |
| Kw   | Mo   | Di   | Mi   | Do   | Fr   | Sa   | So   |
| ---- | ---- | ---- | ---- | ---- | ---- | ---- | ---- |
| 23   |      | 1    | 2    | 3    | 4    | 5    | 6    |
| 24   | 7    | 8    | 9    | 10   | 11   | 12   | 13   |
| 25   | 14   | 15   | 16   | 17   | 18   | 19   | 20   |
| 26   | 21   | 22   | 23   | 24   | 25   | 26   | 27   |
| 27   | 28   | 29   | 30   |      |      |      |      |

| Juli | Juli | Juli | Juli | Juli | Juli | Juli | Juli |
| Kw   | Mo   | Di   | Mi   | Do   | Fr   | Sa   | So   |
| ---- | ---- | ---- | ---- | ---- | ---- | ---- | ---- |
| 27   |      |      |      | 1    | 2    | 3    | 4    |
| 28   | 5    | 6    | 7    | 8    | 9    | 10   | 11   |
| 29   | 12   | 13   | 14   | 15   | 16   | 17   | 18   |
| 30   | 19   | 20   | 21   | 22   | 23   | 24   | 25   |
| 31   | 26   | 27   | 28   | 29   | 30   | 31   |      |

| August | August | August | August | August | August | August | August |
| Kw     | Mo     | Di     | Mi     | Do     | Fr     | Sa     | So     |
| ------ | ------ | ------ | ------ | ------ | ------ | ------ | ------ |
| 31     |        |        |        |        |        |        | 1      |
| 32     | 2      | 3      | 4      | 5      | 6      | 7      | 8      |
| 33     | 9      | 10     | 11     | 12     | 13     | 14     | 15     |
| 34     | 16     | 17     | 18     | 19     | 20     | 21     | 22     |
| 35     | 23     | 24     | 25     | 26     | 27     | 28     | 29     |
| 36     | 30     | 31     |        |        |        |        |        |

| September | September | September | September | September | September | September | September |
| Kw        | Mo        | Di        | Mi        | Do        | Fr        | Sa        | So        |
| --------- | --------- | --------- | --------- | --------- | --------- | --------- | --------- |
| 36        |           |           | 1         | 2         | 3         | 4         | 5         |
| 37        | 6         | 7         | 8         | 9         | 10        | 11        | 12        |
| 38        | 13        | 14        | 15        | 16        | 17        | 18        | 19        |
| 39        | 20        | 21        | 22        | 23        | 24        | 25        | 26        |
| 40        | 27        | 28        | 29        | 30        |           |           |           |

| Oktober | Oktober | Oktober | Oktober | Oktober | Oktober | Oktober | Oktober |
| Kw      | Mo      | Di      | Mi      | Do      | Fr      | Sa      | So      |
| ------- | ------- | ------- | ------- | ------- | ------- | ------- | ------- |
| 40      |         |         |         |         | 1       | 2       | 3       |
| 41      | 4       | 5       | 6       | 7       | 8       | 9       | 10      |
| 42      | 11      | 12      | 13      | 14      | 15      | 16      | 17      |
| 43      | 18      | 19      | 20      | 21      | 22      | 23      | 24      |
| 44      | 25      | 26      | 27      | 28      | 29      | 30      | 31      |

| November | November | November | November | November | November | November | November |
| Kw       | Mo       | Di       | Mi       | Do       | Fr       | Sa       | So       |
| -------- | -------- | -------- | -------- | -------- | -------- | -------- | -------- |
| 45       | 1        | 2        | 3        | 4        | 5        | 6        | 7        |
| 46       | 8        | 9        | 10       | 11       | 12       | 13       | 14       |
| 47       | 15       | 16       | 17       | 18       | 19       | 20       | 21       |
| 48       | 22       | 23       | 24       | 25       | 26       | 27       | 28       |
| 49       | 29       | 30       |          |          |          |          |          |

| Dezember | Dezember | Dezember | Dezember | Dezember | Dezember | Dezember | Dezember |
| Kw       | Mo       | Di       | Mi       | Do       | Fr       | Sa       | So       |
| -------- | -------- | -------- | -------- | -------- | -------- | -------- | -------- |
| 49       |          |          | 1        | 2        | 3        | 4        | 5        |
| 50       | 6        | 7        | 8        | 9        | 10       | 11       | 12       |
| 51       | 13       | 14       | 15       | 16       | 17       | 18       | 19       |
| 52       | 20       | 21       | 22       | 23       | 24       | 25       | 26       |
| 53       | 27       | 28       | 29       | 30       | 31       |          |          |

| Januar | Januar | Januar | Januar | Januar | Januar | Januar | Januar |
| Kw     | Mo     | Di     | Mi     | Do     | Fr     | Sa     | So     |
| ------ | ------ | ------ | ------ | ------ | ------ | ------ | ------ |
| 1      |        |        |        | 1      | 2      | 3      | 4      |
| 2      | 5      | 6      | 7      | 8      | 9      | 10     | 11     |
| 3      | 12     | 13     | 14     | 15     | 16     | 17     | 18     |
| 4      | 19     | 20     | 21     | 22     | 23     | 24     | 25     |
| 5      | 26     | 27     | 28     | 29     | 30     | 31     |        |

| Februar | Februar | Februar | Februar | Februar | Februar | Februar | Februar |
| Kw      | Mo      | Di      | Mi      | Do      | Fr      | Sa      | So      |
| ------- | ------- | ------- | ------- | ------- | ------- | ------- | ------- |
| 5       |         |         |         |         |         |         | 1       |
| 6       | 2       | 3       | 4       | 5       | 6       | 7       | 8       |
| 7       | 9       | 10      | 11      | 12      | 13      | 14      | 15      |
| 8       | 16      | 17      | 18      | 19      | 20      | 21      | 22      |
| 9       | 23      | 24      | 25      | 26      | 27      | 28      | 29      |

| März | März | März | März | März | März | März | März |
| Kw   | Mo   | Di   | Mi   | Do   | Fr   | Sa   | So   |
| ---- | ---- | ---- | ---- | ---- | ---- | ---- | ---- |
| 10   | 1    | 2    | 3    | 4    | 5    | 6    | 7    |
| 11   | 8    | 9    | 10   | 11   | 12   | 13   | 14   |
| 12   | 15   | 16   | 17   | 18   | 19   | 20   | 21   |
| 13   | 22   | 23   | 24   | 25   | 26   | 27   | 28   |
| 14   | 29   | 30   | 31   |      |      |      |      |

| April | April | April | April | April | April | April | April |
| Kw    | Mo    | Di    | Mi    | Do    | Fr    | Sa    | So    |
| ----- | ----- | ----- | ----- | ----- | ----- | ----- | ----- |
| 14    |       |       |       | 1     | 2     | 3     | 4     |
| 15    | 5     | 6     | 7     | 8     | 9     | 10    | 11    |
| 16    | 12    | 13    | 14    | 15    | 16    | 17    | 18    |
| 17    | 19    | 20    | 21    | 22    | 23    | 24    | 25    |
| 18    | 26    | 27    | 28    | 29    | 30    |       |       |

| Mai | Mai | Mai | Mai | Mai | Mai | Mai | Mai |
| Kw  | Mo  | Di  | Mi  | Do  | Fr  | Sa  | So  |
| --- | --- | --- | --- | --- | --- | --- | --- |
| 18  |     |     |     |     |     | 1   | 2   |
| 19  | 3   | 4   | 5   | 6   | 7   | 8   | 9   |
| 20  | 10  | 11  | 12  | 13  | 14  | 15  | 16  |
| 21  | 17  | 18  | 19  | 20  | 21  | 22  | 23  |
| 22  | 24  | 25  | 26  | 27  | 28  | 29  | 30  |
| 23  | 31  |     |     |     |     |     |     |

| Juni | Juni | Juni | Juni | Juni | Juni | Juni | Juni |
| Kw   | Mo   | Di   | Mi   | Do   | Fr   | Sa   | So   |
| ---- | ---- | ---- | ---- | ---- | ---- | ---- | ---- |
| 23   |      | 1    | 2    | 3    | 4    | 5    | 6    |
| 24   | 7    | 8    | 9    | 10   | 11   | 12   | 13   |
| 25   | 14   | 15   | 16   | 17   | 18   | 19   | 20   |
| 26   | 21   | 22   | 23   | 24   | 25   | 26   | 27   |
| 27   | 28   | 29   | 30   |      |      |      |      |

| Juli | Juli | Juli | Juli | Juli | Juli | Juli | Juli |
| Kw   | Mo   | Di   | Mi   | Do   | Fr   | Sa   | So   |
| ---- | ---- | ---- | ---- | ---- | ---- | ---- | ---- |
| 27   |      |      |      | 1    | 2    | 3    | 4    |
| 28   | 5    | 6    | 7    | 8    | 9    | 10   | 11   |
| 29   | 12   | 13   | 14   | 15   | 16   | 17   | 18   |
| 30   | 19   | 20   | 21   | 22   | 23   | 24   | 25   |
| 31   | 26   | 27   | 28   | 29   | 30   | 31   |      |

| August | August | August | August | August | August | August | August |
| Kw     | Mo     | Di     | Mi     | Do     | Fr     | Sa     | So     |
| ------ | ------ | ------ | ------ | ------ | ------ | ------ | ------ |
| 31     |        |        |        |        |        |        | 1      |
| 32     | 2      | 3      | 4      | 5      | 6      | 7      | 8      |
| 33     | 9      | 10     | 11     | 12     | 13     | 14     | 15     |
| 34     | 16     | 17     | 18     | 19     | 20     | 21     | 22     |
| 35     | 23     | 24     | 25     | 26     | 27     | 28     | 29     |
| 36     | 30     | 31     |        |        |        |        |        |

| September | September | September | September | September | September | September | September |
| Kw        | Mo        | Di        | Mi        | Do        | Fr        | Sa        | So        |
| --------- | --------- | --------- | --------- | --------- | --------- | --------- | --------- |
| 36        |           |           | 1         | 2         | 3         | 4         | 5         |
| 37        | 6         | 7         | 8         | 9         | 10        | 11        | 12        |
| 38        | 13        | 14        | 15        | 16        | 17        | 18        | 19        |
| 39        | 20        | 21        | 22        | 23        | 24        | 25        | 26        |
| 40        | 27        | 28        | 29        | 30        |           |           |           |

| Oktober | Oktober | Oktober | Oktober | Oktober | Oktober | Oktober | Oktober |
| Kw      | Mo      | Di      | Mi      | Do      | Fr      | Sa      | So      |
| ------- | ------- | ------- | ------- | ------- | ------- | ------- | ------- |
| 40      |         |         |         |         | 1       | 2       | 3       |
| 41      | 4       | 5       | 6       | 7       | 8       | 9       | 10      |
| 42      | 11      | 12      | 13      | 14      | 15      | 16      | 17      |
| 43      | 18      | 19      | 20      | 21      | 22      | 23      | 24      |
| 44      | 25      | 26      | 27      | 28      | 29      | 30      | 31      |

| November | November | November | November | November | November | November | November |
| Kw       | Mo       | Di       | Mi       | Do       | Fr       | Sa       | So       |
| -------- | -------- | -------- | -------- | -------- | -------- | -------- | -------- |
| 45       | 1        | 2        | 3        | 4        | 5        | 6        | 7        |
| 46       | 8        | 9        | 10       | 11       | 12       | 13       | 14       |
| 47       | 15       | 16       | 17       | 18       | 19       | 20       | 21       |
| 48       | 22       | 23       | 24       | 25       | 26       | 27       | 28       |
| 49       | 29       | 30       |          |          |          |          |          |

| Dezember | Dezember | Dezember | Dezember | Dezember | Dezember | Dezember | Dezember |
| Kw       | Mo       | Di       | Mi       | Do       | Fr       | Sa       | So       |
| -------- | -------- | -------- | -------- | -------- | -------- | -------- | -------- |
| 49       |          |          | 1        | 2        | 3        | 4        | 5        |
| 50       | 6        | 7        | 8        | 9        | 10       | 11       | 12       |
| 51       | 13       | 14       | 15       | 16       | 17       | 18       | 19       |
| 52       | 20       | 21       | 22       | 23       | 24       | 25       | 26       |
| 53       | 27       | 28       | 29       | 30       | 31       |          |          |

## Ereignisse

### Politik und Weltgeschehen

#### Hussitenkriege

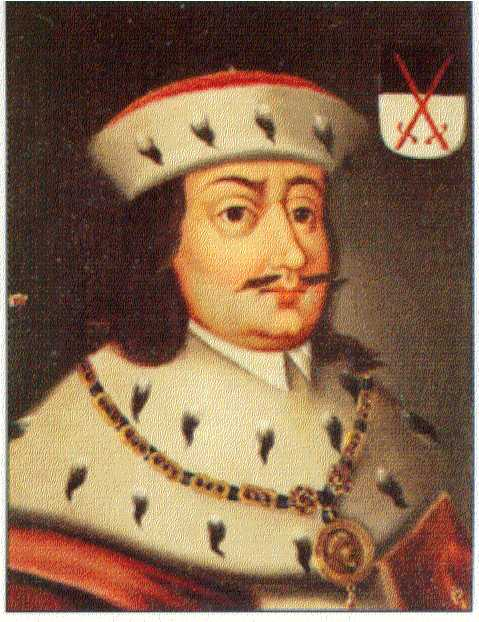
Kurfürst Friedrich II.

- 4. Januar: Friedrich der Sanftmütige wird nach dem Tod seines Vaters Friedrich des Streitbaren Kurfürst von Sachsen, Markgraf von Meißen und Landgraf von Thüringen. Er übernimmt die Regierung gemeinsam mit seinen Brüdern Wilhelm III. „dem Tapferen“, Heinrich und Sigismund.
- Hussiteneinfälle ins Mühlviertel: Die Hussiten beginnen im Sommer die Belagerung der Burg Bechyně bei Tábor. Um das Belagerungsheer zu versorgen, unternehmen kleinere Abteilungen weite Beutezüge. Ungehindert dringen die hussitischen Scharen in Oberösterreich ein und zerstören nach dem Stift Waldhausen auch das Stift Baumgartenberg.

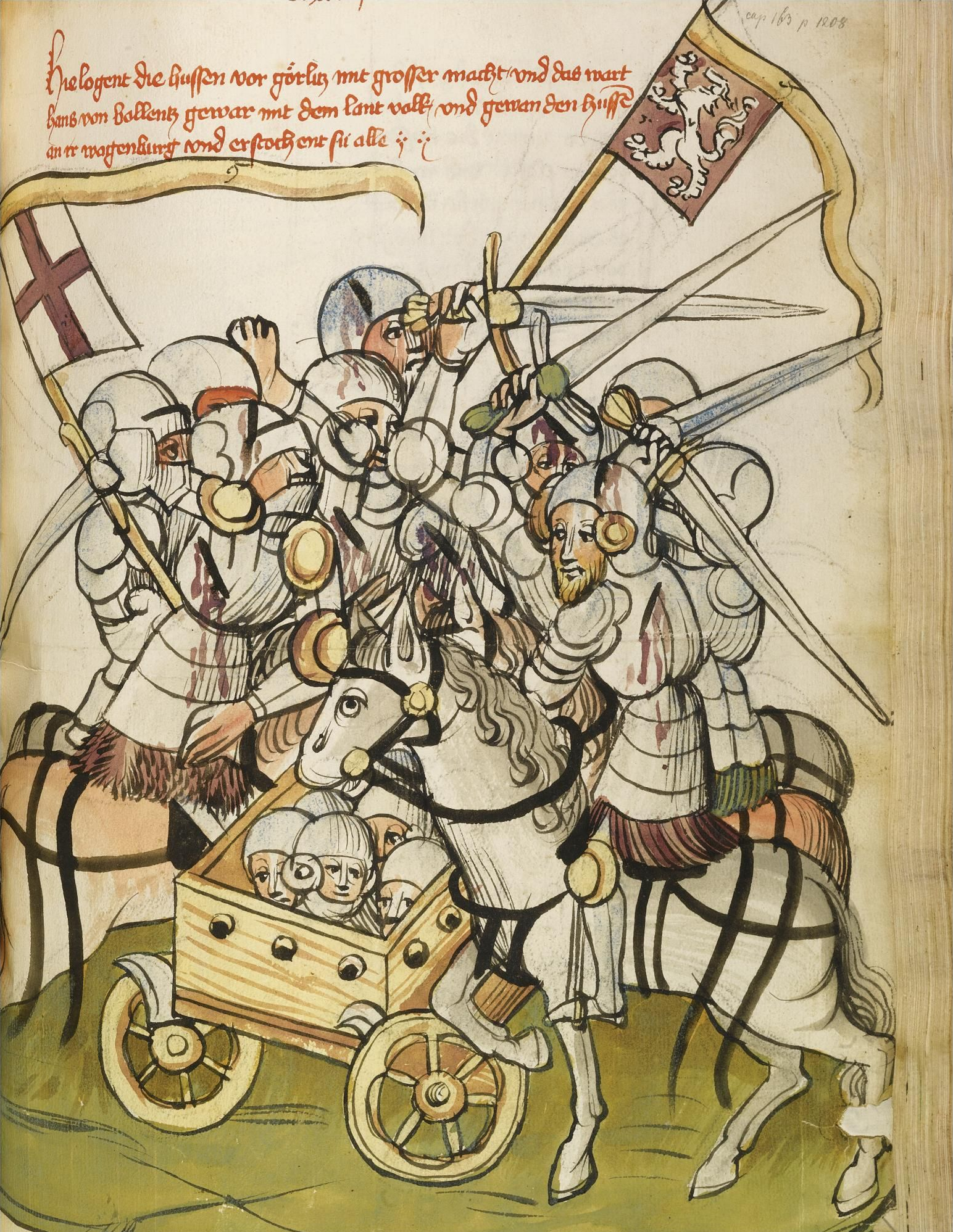
Die Schlacht bei Kratzau in einer zeitgenössischen Chronik von Diebold Lauber

- 11. November: In der Schlacht bei Kratzau schlägt ein schlesisch-oberlausitzsches Heer unter Hans von Polenz die Hussiten vernichtend.
- 27. Dezember: In der Schlacht bei Altwilmsdorf im Glatzer Land besiegen die Hussiten das Truppenaufgebot des Münsterberger Herzogs Johann I.

#### Appenzellerkriege
- 2. Dezember: Im Gefecht bei der Letzi, der letzten Schlacht der Appenzellerkriege, unterliegen die Appenzeller der Grafschaft Toggenburg und müssen ihre Expansionsbestrebungen aufgeben und sich einem Schiedsspruch der Acht Alten Orte unterwerfen.

#### Weitere Ereignisse im Heiligen Römischen Reich
- 21. Juni: Konrad V. wird nach dem Tod seines Vaters Konrad IV. Graf von Rietberg.
- 3. Juli: Jakobäa von Bayern erkennt Philipp III. von Burgund im Delfter Versöhnungsvertrag als Mitregenten und für den Fall ihres kinderlosen Todes als Erben in den Grafschaften Holland, Zeeland, Friesland und Hennegau an.
- Der Frankfurter Dombaumeister Madern Gerthener vollendet den Eschenheimer Turm als Teil der Frankfurter Stadtbefestigung.
- Die Stadt Guastalla wird mit der zugehörigen Umgebung zur Grafschaft Guastalla erhoben.

#### Hundertjähriger Krieg

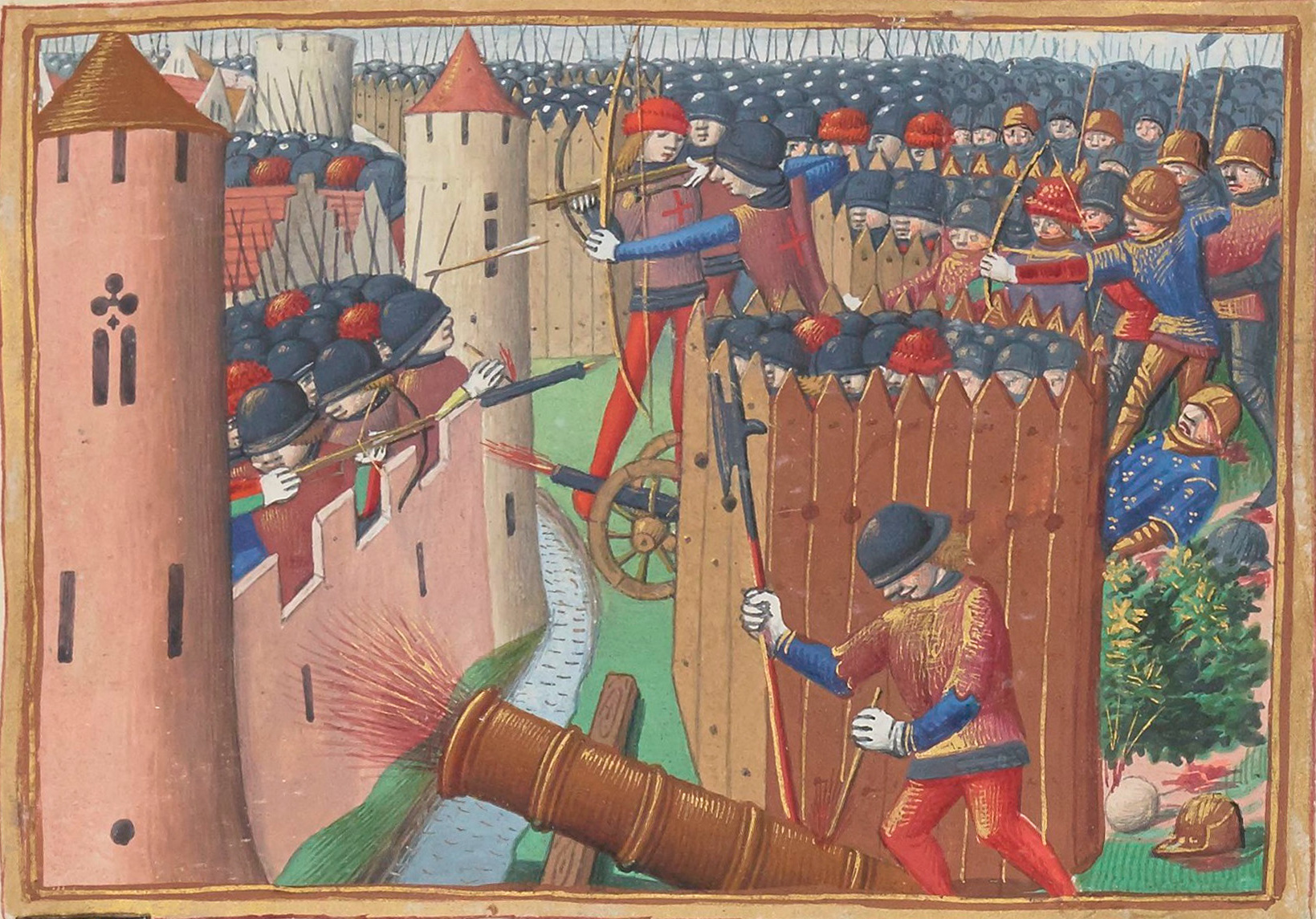
Belagerung von Orléans

- 7. Oktober: Die Engländer beginnen im Hundertjährigen Krieg mit der Belagerung von Orléans.

#### Nordeuropa
- 6. April bis 15. Juni: In der Seeschlacht von Kopenhagen im Dänisch-Hanseatischen Krieg erleidet die dänisch-schwedische Flotte eine schwere Niederlage.

#### Asien
- Der japanische Tennō Shōkō stirbt ohne Sohn, und ohne seine Nachfolge zu entscheiden. Nach seinem Tod setzt sein Vater Go-Komatsu mit Go-Hanazono einen Prinzen als kaiserlichen Nachfolger ein, der als Großenkel vom Gegenkaiser Sukō abstammt.
- Lan Kham Daeng, Herrscher des thailändischen Königreichs Lan Xang, stirbt nach siebenjähriger Herrschaft. Mit der Thronbesteigung seines Sohnes Phommathat beginnt eine unruhige Zeit, die stark durch den Einfluss seiner Großtante Keo Phim Fa geprägt ist.
- Yakshya Malla wird Herrscher des Malla-Reiches im heutigen Nepal und beginnt mit der Befestigung der Hauptstadt Bhaktapur.
- Nach einem Aufstand gegen die chinesische Ming-Dynastie kommt in Vietnam die Lê-Dynastie an die Macht.

#### Amerika

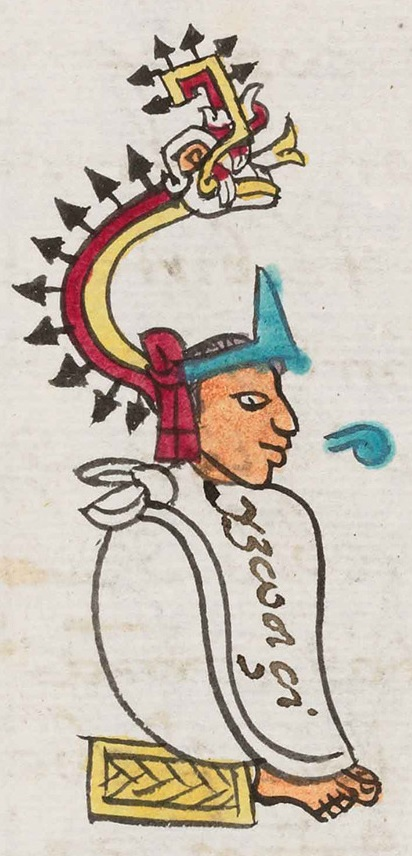
Itzcóatl im Codex Mendoza, 16. Jh.

Itzcóatl, Tlatoani von Tenochtitlán besiegt gemeinsam mit Nezahualcóyotl von Texcoco die Tepaneken unter Maxtla und erobert deren Hauptstadt Azcapotzalco. Gemeinsam mit Tlacopan bilden die beiden Siegerstädte den Aztekischen Dreibund, der das Tal von Mexiko im folgenden Jahrhundert beherrscht.

### Wissenschaft und Technik
- Das Magdalene College der University of Cambridge wird als Herberge der Benediktiner für jene Brüder, die aus Fenland kommen, um in Cambridge kanonisches Recht zu studieren, gegründet.

### Kultur und Religion
- um 1428: Das Stundenbuch des Giangaleazzo Visconti wird vollendet.

## Geboren

### Geburtsdatum gesichert
- 10. April: Hans Tucher, deutscher Kaufmann († 1491)
- 3. Mai: Pedro González de Mendoza, spanischer Kardinal und Staatsmann († 1495)
- 4. Juli: Filippo Strozzi der Ältere, florentinischer Kaufmann († 1491)
- 2. November: Jolande, Herzogin von Lothringen und Titularkönigin von Jerusalem († 1483)
- 21. November: Jingtai, siebenter chinesischer Kaiser der Ming-Dynastie († 1457)
- 22. November: Richard Neville, englischer Adeliger und Heerführer im Rosenkrieg († 1471)
- 4. Dezember: Bernhard VII., deutscher Adliger, Landesherr von Lippe († 1511)
- 22. Dezember: Giovanni Tornabuoni, italienischer Adliger, Bankier und Mäzen († 1497)

### Genaues Geburtsdatum unbekannt
- Jean VIII. de Bourbon, französischer Adliger, Graf von Vendôme († 1478)
- Georg von Ehingen, deutscher Adliger, Reichsritter († 1508)
- William Fiennes, englischer Adeliger († 1471)
- Martin Kabátník, tschechischer Schriftsteller († 1503)
- Julius Pomponius Laetus, italienischer Humanist († 1498)
- Niccolò Leoniceno, italienischer Arzt, Medizinschriftsteller, Philosoph, Grammatiker und Humanist († 1524)
- Philippe Pot, französischer Hofbeamter, Großseneschall von Burgund († 1493)
- Alanus de Rupe, französischer Dominikaner († 1475)
- Catherine de Valois, französische Prinzessin († 1446)
- Georg Zingel, deutscher Theologe († 1508)

### Geboren um 1428
- zwischen 1428 und 1431: Isabella von Portugal, Königin von Kastilien und León († 1496)
- Johann III. Beckenschlager, deutscher Erzbischof von Gran und von Salzburg († 1489)
- Olivier le Daim, französischer Adliger († 1483)
- James Douglas, schottischer Adliger, 3. Earl of Angus († 1446)
- Guy Pot, französischer Adeliger, († 1495)

## Gestorben

### Erstes Halbjahr
- 4. Januar: Friedrich I. der Streitbare, Markgraf von Meißen, Landgraf von Thüringen und Pfalzgraf von Sachsen (* 1370)
- 3. Februar: Ashikaga Yoshimochi, japanischer Shōgun (* 1386)
- 8. Februar: Rudolf III., Markgraf von Hachberg-Sausenberg (* 1343)
- 11. März: Eskill, Erzbischof von Nidaros, Norwegen
- 27. März: Johann Hemeling, Bürgermeister von Bremen (* um 1358)
- 27. März: Herbord Schene, deutscher Kanoniker und Chronist (* um 1358)
- 27. März: Otto II., Herzog von Pommern-Stettin (* um 1380)
- 1. April: Johann II. von Streitberg, deutscher Bischof von Regensburg
- 13. April: Otto III., Graf von Hoya
- April: Angelo della Pergola, italienischer Condottiere, Graf von Biandrate, Herr von Sartirana Lomellina und Zeme
- 3. Juni: Andrea di Bartolo, italienischer Maler (* 1360)
- 12. Juni: Zawisza Czarny, polnischer Ritter (* 1379)
- 21. Juni: Konrad IV., Graf von Rietberg (* um 1371)

### Zweites Halbjahr
- 30. August: Shōkō, Kaiser von Japan (* 1401)
- 3. November: Thomas Montagu, englischer Adliger, 4. Earl of Salisbury (* 1388)
- 4. November: Sophie von Bayern, Königin von Böhmen (* 1376)
- 22. November: Wilhelm von Berg, deutscher Adliger, Graf von Ravensberg, Fürstbischof von Paderborn (* 1382)
- 27. Dezember: Johann I., Herzog von Münsterberg

### Genaues Todesdatum unbekannt
- Gebhard XIV. von Alvensleben, Burgherr auf Gardelegen, Landeshauptmann der Altmark (* um 1360)
- Prosdocimus de Beldemandis, italienischer Astronom, Mathematiker und Musiktheoretiker (* 1380)
- Lorenzo De Monacis, venezianischer Notar, Diplomat und Redner, Dichter und Historiker (* 1351)
- Lan Kham Daeng, dritter König von Lan Xang (* 1386)
- Conrad von Einbeck, deutscher Steinmetz, Baumeister und Bildhauer (* 1360)
- Isabelle de Foix-Castelbon, französische Adlige, Kofürstin von Andorra (* um 1361)
- Jacopo Gattilusio, genuesischer Archon von Lesbos (* um 1390)
- Masaccio, italienischer Renaissancemaler (* 1401)
- Maxtla, tepanekischer Herrscher von Azcapotzalco

### Gestorben um 1428
- Jan Eliášův z Horšovského Týna, böhmischer Gelehrter und Theologe